# Diethard
Diethard of Thiethard (overleden 13 september 954) was van 928 tot 954 bisschop van Hildesheim.

## Leven
Diethard werd in 927 abt van de Abdij van Hersfeld als opvolger van zijn naamgenoot en waarschijnlijk oom, Thiethard de oudere. In 928, een jaar later, werd hij na het overlijden van bisschop Sehard door koning Hendrik de Vogelaar benoemd tot bisschop van Hildesheim. Hij bleef altijd aanhanger van de koninklijke familie. Op de nationale synode van Erfurt in 932 was hij niet vertegenwoordigd mogelijk uit angst voor de Hongaren. Maar in het jaar 937 nam hij deel aan de hofdag in Maagdenburg. Na de verbanning van hertog Everhard III van Franken werd deze ter bewaking aan het bisdom Hildesheim overgedragen. Paus Agapitus II heeft Diethard opgedragen om aartsbisschop Adaldag van Hamburg te ondersteunen in de missie naar de Scandinavische landen. In hoeverre Diethard dit ook echt gedaan heeft, is niet duidelijk. In het jaar 948 nam hij deel aan de Universele Synode van Ingelheim.
In 933 benoemde Diethard Wendelgard tot abdis van Gandersheim. Tevens was hij betrokken bij de stichting van de Mariakerk nabij de Abdij van Gandesheim en wijdde deze ook. Deze belangstelling, die boven het gewone geestelijke toezicht uitging, in de Abdij van Gandersheim leidde ertoe dat in 948 paus Agapitus II op verzoek van keizer Otto I tot de uitgifte van een pauselijk privilege dat de onafhankelijkheid van de Abdij van Gandersheim ten opzichte van het bisdom garandeerde. Bisschop Diethard heeft zich aan deze regeling gehouden en claimde alleen nog het kerkelijke toezicht op Gandersheim. Ook tegen het rijksvrij maken van het Abdij van Ringelheim heeft hij zich niet verzet. De stichting van deze instelling is niet helemaal duidelijk. Sommigen plaatsen deze in de tijd van Diethard in 932 of 940, maar er worden ook data uit de tijd van zijn voorganger genoemd. Het is ook overgeleverd dat hij een kostbaar met goud met edelstenen versierde antependium (voorhang voor een altaar) geschonken zou hebben voor het hoofdaltaar van de Dom van Hildesheim.